# Issa Bagayogo

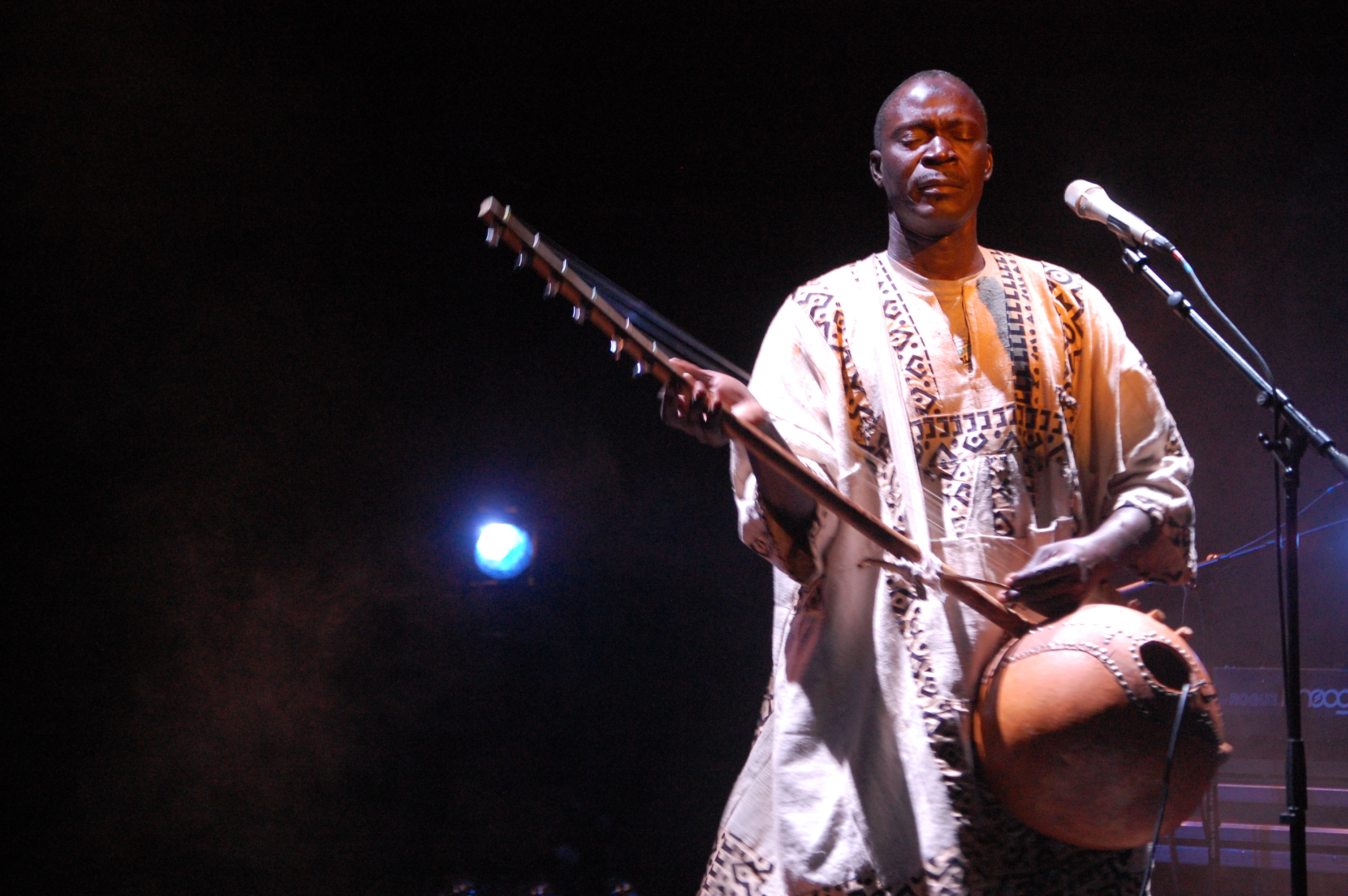
Issa Bagayogo

Issa Bagayogo (1961 – 10 de octubre de 2016) fue un músico maliense. 

## Desarrollo profesional
Grabó cuatro discos con el sello Six Degrees Records, en los que Issa presta su voz y toca el kamele n´goni (un instrumento de seis cuerdas de África Occidental parecido al banjo) mientras Yves Wernert es el productor y teclista. Bagayogo mezcla la tradición de Malí con música pop occidental.
"Sya", grabado originalmente en 1998, es el primer disco con el sello Six Degrees Records. Fue todo un éxito en la música maliense y llegó a ser comparado con algunos de los grandes músicos de Malí, como Ali Farka Touré y Toumani Diabaté. El sonido nativo maliense es muy evidente pero las técnicas de producción electrónica también lo son. Hay un evidente temblor de danzas en esta colección de canciones. La fusión entre estilos musicales fue un enorme paso para Bagayogo porque le proporcionó un gran reconocimiento también en Europa. Durante la época de este disco, a Bagayogo se le dio el nombre de "Techno Issa", que es como ahora le llama la mayoría de malienses.
En 2002 aparece el segundo disco, titulado "Timbuktu" como la antigua ciudad de Malí. Bagayogo mantiene la tradición griot de cantar sobre temas como la tolerancia racial, el orgullo regional y el abuso de drogas entre la juventud. Continúa con su fusión de música africana con beats electrónicos.
En 2004, Bagayogo grabó su disco titulado "Tassoumakan", que significa "voz de fuego". También obtuvo un enorme éxito y las canciones están más estructuradas y son también más optimistas. También se pone especial atención en las voces femeninas de acompañamiento. Definitivamente, es el disco más sofisticado.
En 2008 aparece "Mali Koura", donde Issa Bagayogo incorpora trompas con inflexiones jazzísticas. Como músicos invitados, destacan el flautista Ba Diallo (músico del National Ensemble of Mali), el guitarrista francés Pascale Hubert (de Double Nelson), Adama Diarra al djembé y el guitarrista Mama Sissoko, con quien Issa trabajó .

## Discografía
- "Sya" (1999) Six Degrees Records
- "Timbuktu" (2002) Six Degrees Records
- "Tassoumakan" (2004) Six Degrees Records
- "Mali Koura" (2008) Six Degrees Records

- Datos: Q1123105